# Rivière Raisin (Ontario)
Pour les articles homonymes, voir Raisin (homonymie).
Ne doit pas être confondu avec Rivière Raisin (Michigan).
 (mars 2025).
La rivière Raisin (en anglais : Raisin River) est un cours d'eau du Canada situé au sud-est de la province de l'Ontario.

## Géographie
La rivière Raisin prend sa source dans les comtés unis de Stormont, Dundas et Glengarry, qu'elle traverse de tout son cours d'environ 60 km avant d'aller se jeter dans le lac Saint-François, sur le fleuve Saint-Laurent.

## Histoire

La rivière entre 1895 et 1910, avec le moulin à l'arrière

Les abords de la rivière à l’embouchure du fleuve St-Laurent (près du village actuel de Lancaster) furent défrichés et habités par des familles de colons de la Nouvelle-France. Sous le régime britannique, les terres environnantes sont concédées à des Loyalistes (révolution américaine) vers la fin du XVIIIe siècle[réf. nécessaire]. Plus tard, avec l’agriculture, on retrouve sur les rives de la rivière le moulin à grain de Martintown construit en 1846 et en activité jusqu’en 1947[réf. nécessaire]. Le moulin était à l’abandon depuis et fut restauré dans le début des années 2000 sur ses quatre étages de pierres des champs. Le bâtiment abrite maintenant un brasseur pour des bières artisanales et un centre d’histoire régionale.

## Toponymie
Dans la culture populaire de la tradition orale, le nom de la rivière vient de l’abondance de raisins sauvages le long des rives de la rivière. Avant de prendre son mon anglophone « Raisin River » couramment utilisé au XXe siècle, ce cours d’eau était désigné comme la « rivière aux raisins ».

## Événement dans la communauté locale

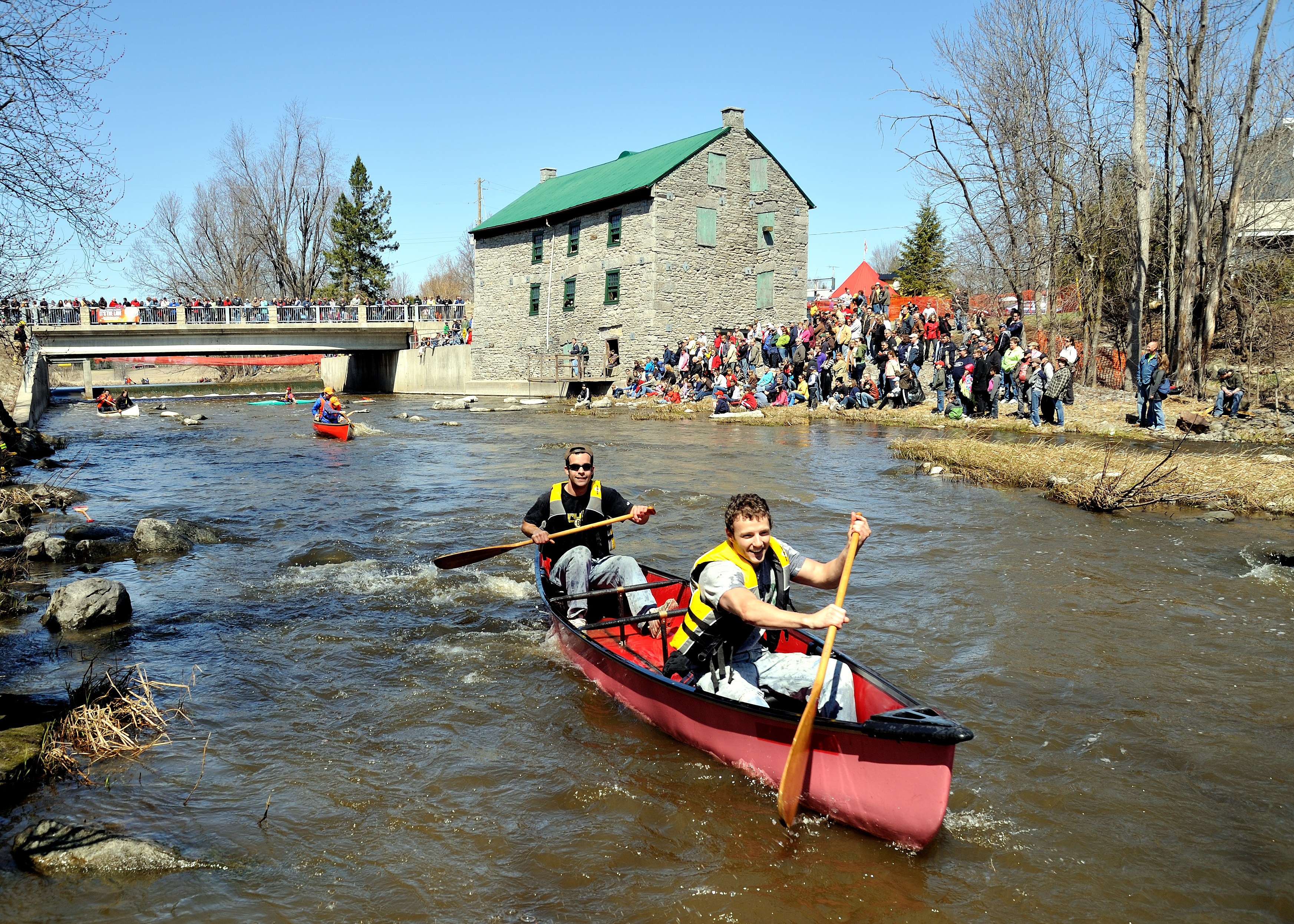
Même point de vue que ci-dessus, lors de la course de canoë, 2011

Chaque année, depuis 1973, se déroule la course annuelle de canots, parrainée par la municipalité et par l’Office de protection de la nature[réf. nécessaire]. Le parcours d’environ 30 km a lieu au printemps lorsque la crue des eaux de la rivière devient haute.